# Peccatum
Peccatum fue una banda noruega de avant garde metal formada en 1998 por Ihriel, su marido Ihsahn (miembro de Emperor) y su hermano Lord PZ. Sus influencias van desde el black metal, el metal progresivo hasta el metal sinfónico y el metal gótico.

## Historia
Peccatum se formó en 1998 por Ihriel (de nombre real Heidi Solberg Tveitar) y su marido Ihsahn (de nombre real Vegard Sverre Tveitar), miembro de la conocida banda noruega de black metal Emperor. Al poco tiempo se unió Lord PZ, conformando una alineación que grabó los álbumes Strangling from Within (1999), Oh, My Regrets (EP, 2000), Amor Fati (2000) y Lost in Reverie (2004). Antes de la publicación de este último álbum, Lord PZ abandonó el grupo, que a partir de ese momento se orientó más hacia la música clásica y vanguardista, incluyendo a Lost in Reverie.
Tras la marcha de Lord PZ, el dúo grabó el EP The Moribund People en 2005, que salió en el sello Mnemosyne Productions fundado por Ihriel e Ihsahn y en el que también se publicó Lost in Reverie. 
El 4 de marzo de 2006 se produjo oficialmente la separación de Peccatum, tras la cual Ihsahn se dedicó a su carrera en solitario e Ihriel se centró en su proyecto Star of Ash.

## Discografía
- Strangling from Within - (1999)
- Oh, My Regrets [EP] - (2000)
- Amor Fati - (2000)
- Lost in Reverie - (2004)
- The Moribund People [EP] - (2005)